# サーバー
サーバー (英: Server) とは、料理に使用される配膳道具のことである。

## 料理の配膳に使われるサーバー

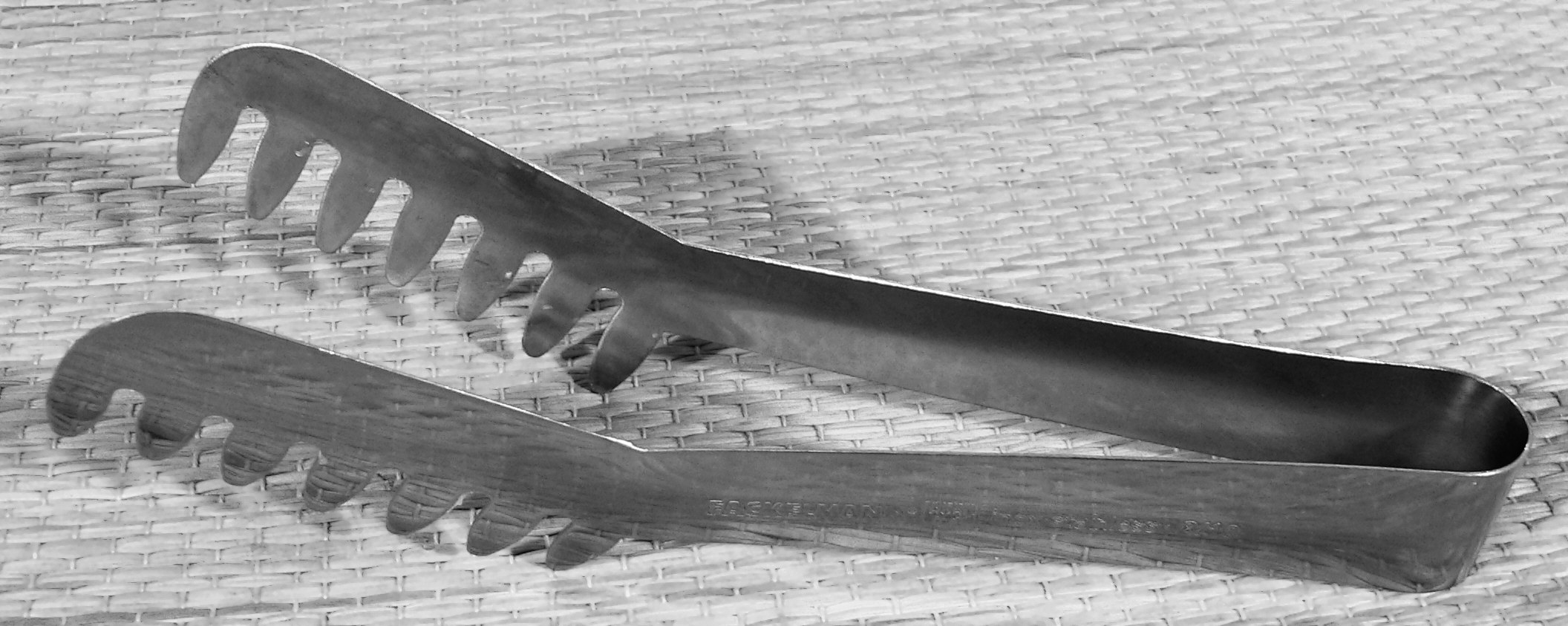
スパゲティ用トング

個々人が料理を直接口に運ぶために必要な食器と対比され、食事の取り分けや食材の調理に使われる器具である。
主なものとして以下の器具があげられる。
- 料理を各自の取り皿などにくばるための大型の器。
- 取り皿によそうためのトングや大型のスプーンなどの金物類。ケーキサーバーなど。
- フライパンや鍋内の食材をかき混ぜるためのフライ返しやしゃもじ。

ウェイターがスプーンとフォークを箸のように持って皿に取り分けていく方法は「ジャパニーズスタイル」と呼ばれている。

## 飲料を給仕するサーバー

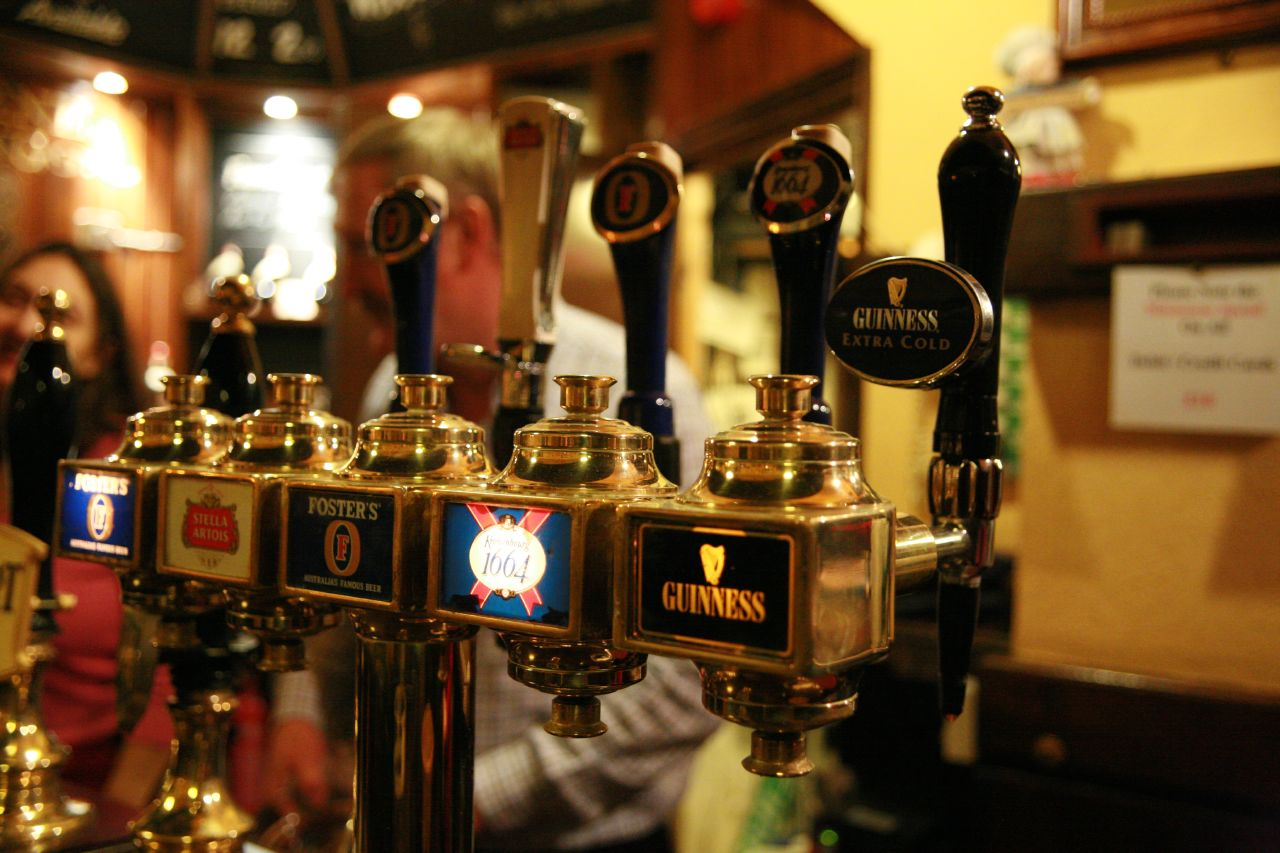
ビールサーバー

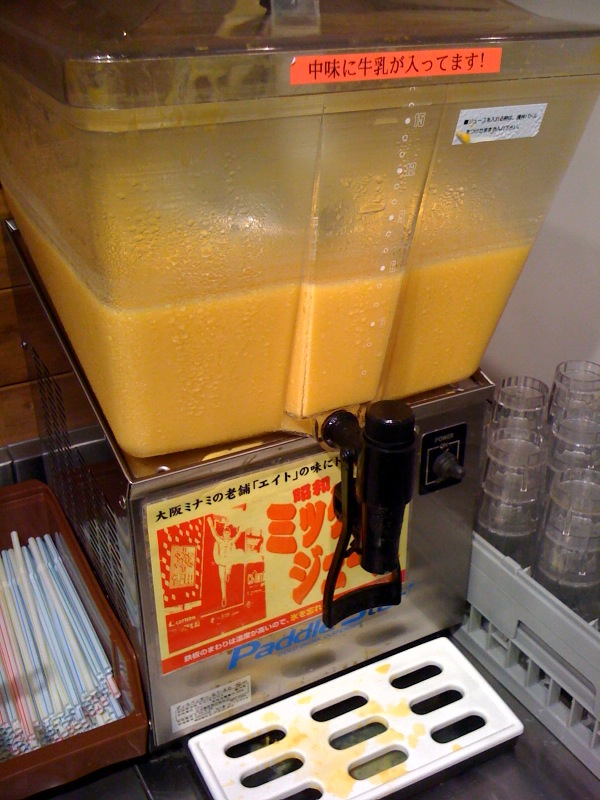
大きな容器のミックスジュースを小分けするサーバー

個々人が飲料を摂取するために必要なグラスやカップに飲料を提供する器具である。
主なものとして以下の器具があげられる。
- バーや居酒屋等でビールやスピリッツをジョッキやグラスに注ぐ機器（ビールサーバーやワンショットメジャー）。
- コーヒーメーカーで抽出されたコーヒーを受ける容器。
- 飲料水を提供するためのウォーターサーバー。
- ワインや酒等のボトルを設置し、食品用窒素ガスの充填によりグラスに注ぐサーバー。業務用の大型装置から家庭用の小型装置まで存在する。ボトル内に空気が入り込まないため、酸素や二酸化炭素の影響を抑制し、新鮮さを長持ちさせる機能も有する。
- 大きな容器に入っていたり、濃縮したもの（水や炭酸水で還元（濃縮還元）する）を、小分けの容器に入れるためのもの。ドリンクサーバー。